# Morten Stordalen

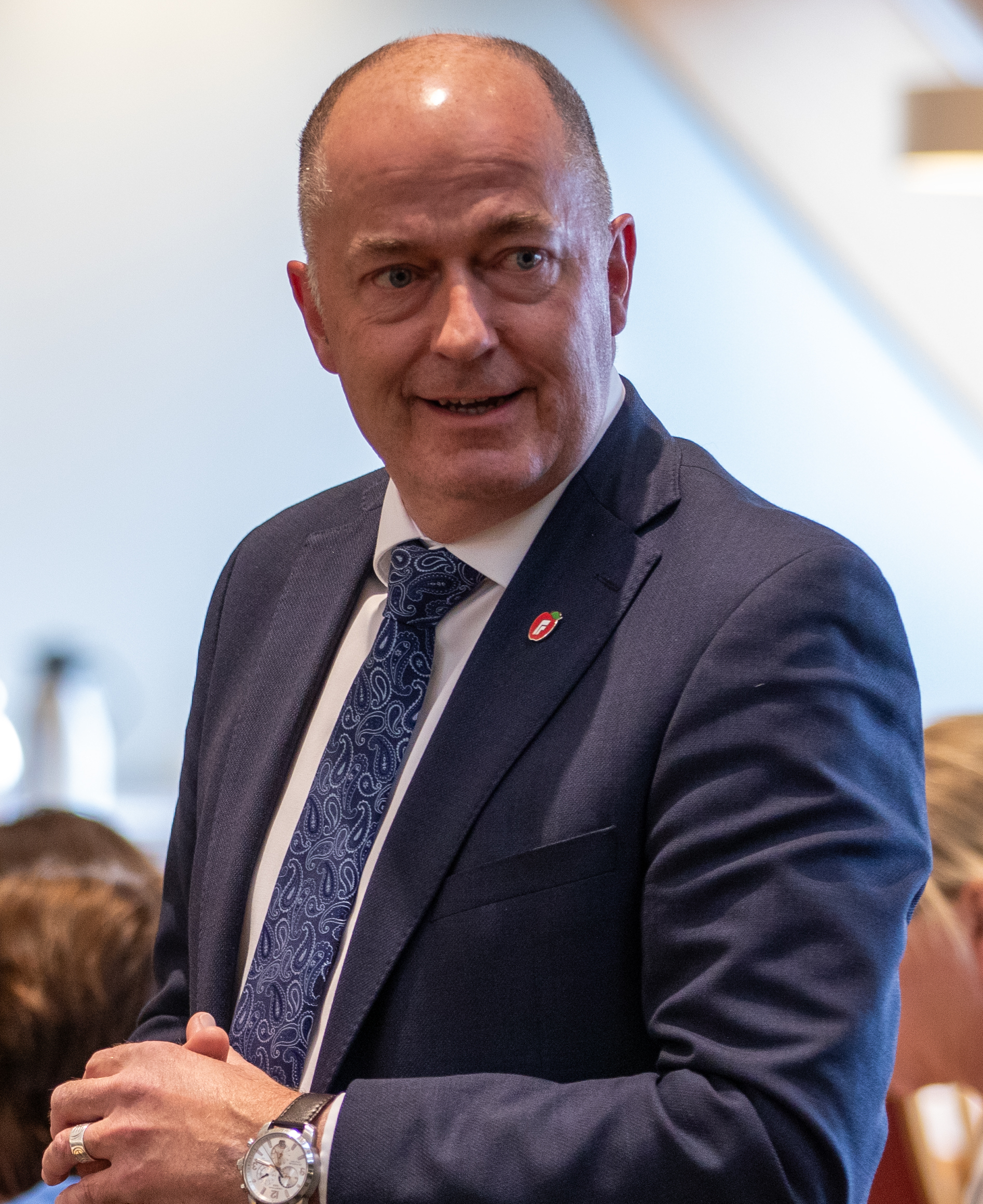
Morten Stordalen, 2024

Morten Stordalen (* 5. Oktober 1968 in Tønsberg) ist ein norwegischer Politiker der rechten Fremskrittspartiet (FrP). Seit 2013 ist er Abgeordneter im Storting.

## Leben
Im Jahr 1995 zog Stordalen in das Kommunalparlament der damaligen Kommune Våle ein. In der Nachfolgekommune Re war er von 2002 bis 2011 der stellvertretende Bürgermeister. Bei den Parlamentswahlen 2005 und 2009 verpasste er den Einzug in das norwegische Nationalparlament Storting.
Stordalen zog schließlich bei der Wahl 2013 erstmals in das Storting ein. Dort vertritt er den Wahlkreis Vestfold und er wurde zunächst Mitglied im Familien- und Kulturausschuss. Während der Legislaturperiode wechselte er im Oktober 2015 in den Transport- und Kommunikationsausschuss. Nach der Wahl 2017 wurde er Mitglied im Fraktionsvorstand der FrP-Gruppierung und stellvertretender Vorsitzender des Transport- und Kommunikationsausschusses. Im Februar 2020 wurde er erneut einfaches Mitglied, bevor er im Februar 2021 während der laufenden Legislaturperiode in den Gesundheits- und Pflegeausschuss überging. Nach der Stortingswahl 2021 kehrte Stordalen erneut in den Transport- und Kommunikationsausschuss zurück und wurde erneut Mitglied im Fraktionsvorstand.